# Microdominios de membrana
Los microdominios de membrana son regiones de membrana que exhiben una composición, estructura y función biológica diferente del resto de la membrana que los rodea, independientemente de su estabilidad, tamaño o el mecanismo de formación. El tipo de microdominio descrito principalmente es el de las balsas lipídicas, pero existen también las caveolas y los dominios ricos en tetraspanina.

## Tipos de microdominios
Los microdominios, o mejor llamados dominios nanoescala, por su tamaño menor a 200 nm, se clasifican en tres tipos: balsas lipídicas, cavilosa y dominios ricos en tetraspanina; en general todos tienen características en común.

Organización de una balsa lipídica. En A se indica el espacio intracelular o citosol. En B se indica el espacio extracelular. Números: 1. Membrana que no forma parte de la balsa, 2. Balsa lipídica, 3. Proteína transmembranal asociada a la balsa, 4. Proteína transmembranal, 5. Glicosilación en la proteína, 6. Proteína anclada con GPI, 7. Colesterol, 8. Glicolípido.

### Balsas lipídicas
La composición básica de una balsa lipídica es colesterol o esteroles y esfingolípidos, con ácidos grasos saturados y de cadenas largas que se agrupan formando regiones muy estables. Las proteínas presentes en estas balsas son las que presentan un anclaje con glicosilfosfofatidilinositol (GPI). Dentro de los glicolípidos asociados, el que se encuentra en mayor proporción es la glicoesfingosina. Se tiene que tomar en cuenta que la membrana es asimétrica y en la monocapa interna de una balsa se presenta otra composición en la que están, además de concentrar proteínas ancladas a lípidos como la Src cinasa que está involucrada en la señalización.

### Caveola
Microdominio definido como un pozo de 60 a 80 nm de diámetro presente en la membrana plasmática. Se caracteriza por ser una invaginación de la membrana que presenta la proteína caveolina, de la cual se estima que existen 144 moléculas por cada caveola, y está enriquecida con muchos de los componentes que también se presentan en una balsa lipídica, es por eso que algunos autores lo consideran un subtipo de balsa lipídica.

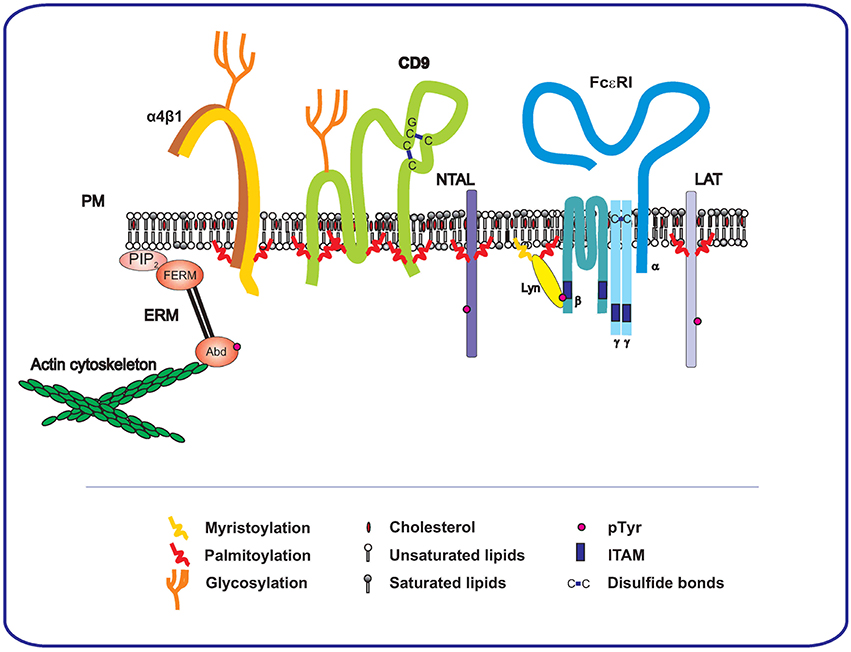
Dominio rico en tetraspaninas.

### Dominios ricos en tetraspanina
Son unidades preorganizadas de la membrana plasmática que incluyen un arreglo de receptores relacionados funcionalmente. Presentan heterogeneidad en cuestión de tamaño entre células y tienen anclados las proteínas tetraspaninas, las cuales son una superfamilia de proteínas que pueden oligomerizarse y reclutar varias proteínas para establecer dominios estables.

## Historia
En 1987 Simons y Van Meer, descubrieron que las redes de glicoesfingolípidos se encontraban en el aparato de Golgi antes de ser enviados a la parte apical de la célula epitelial polarizada. No fue hasta 1997 que Simons y Elina Ikonen fueron los que descubrieron estas estructuras y fue que las denominaron como balsas lipídicas en la revista Nature.  Se dieron cuenta de que cuando se disolvían, la membrana presentaba regiones resistentes a los detergentes empleados, quedando remanentes de la membrana. A estos remanentes se les llamó membranas resistentes a detergentes, DRM’s por sus siglas en inglés.
Por otro lado las caveolas fueron identificadas en 1953 por Palade utilizando microscopía electrónica. A partir de eso se empezó a emplear el término caveolas, las cuales llevan su nombre por tener forma de cueva que son invaginaciones de la membrana y por contener en gran cantidad proteínas llamadas caveolinas.
Existen otros dominios que son ricos en tetraspaninas; estas fueron clonadas a inicios de los años 90’s. Las primeras técnicas utilizadas, basadas en inmunoaislamiento, revelaron que tenían una habilidad para asociarse de forma cis con otras proteínas de membrana y con otras tetraspaninas.
En 2006 las balsas lipídicas fueron denominadas como “dominios pequeños” (20-100 nm), que son heterogéneos, altamente dinámicos y enriquecidos con esteroles y esfingolípidos. Las balsas lipídicas pueden, a veces, estabilizarse para formar plataformas largas mediante las cuales hay interacciones proteína-proteína y proteína-lípido (Pike). Se les atribuyen actividades como promotoras de resistencia a drogas en células cancerígenas, o como una vía de entrada a virus.

## Importancia
Dentro de estos microdominios de membrana se encuentran ancladas diferentes tipos de proteínas dándole una organización a la membrana; se sabe que tienen una importancia fisiopatológica en la que se involucra los depósitos de la membrana para los cambios morfológicos celulares, por ejemplo la citocinesis, el proceso de vesiculación, la distribución de proteínas, ya sea receptoras, de señalización, etc., y también la entrada de agentes infecciosos tales como retrovirus, influenza o VIH. En el sistema inmune se sabe que juega un papel importante en la señalización ya que existen receptores de las células T ancladas a estas regiones.

### Depósitos de la membrana para la deformación celular
La deformación celular se refiere a los procesos en los que la célula cambia su forma por deformaciones o polarizaciones de la membrana plasmática. Diversos estudios se han realizado para determinar las regiones de la membrana enriquecidas en colesterol y proteínas durante los procesos de citocinesis durante la división celular, la polarización de la célula (por ejemplo en las células epiteliales) y la formación de regiones donde la célula se estruja (squeezing).

### Sitios de vesiculación de la membrana
Se tiene un modelo teórico del proceso de vesiculación el cual propone la dependencia de distintas propiedades para que esto se lleve a cabo. El modelo teórico está basado en observaciones experimentales que se han llevado a cabo; entre estas se destaca la formación de microvesículas de neutrofilos activados enriquecidas en colesterol, lo cual puede indicar que es esencial la presencia del colesterol en ciertas regiones de la membrana para la formación de dichas microvesículas. Por ende se sugiere que las balsas lipídicas o dominios de lípidos más grandes de cierta composición pueden ser puntos iniciales para el proceso de vesiculación.

### Distribución de las proteínas
Los dominios membranales con una composición específica de lípidos sirven como plataformas en las que se acumulan o excluyen proteínas membranales. Se sabe que existen propiedades biofísicas de la membrana,como el grosor, que pueden afectar la acumulación o exclusión de proteínas. Dichas propiedades dependen de la composición lipídica de la membrana.

### Entrada de agentes patógenos a la célula
Los agentes infecciosos tales como las bacterias, toxinas, virus y parásitos tienen como objetivo de infección a los lípidos de membrana. Se sabe que la toxina de la bacteria del cólera se une específicamente al gangliósido GM1 por su subunidad B; de igual forma, el virus Simian 40 (SV40) se une al gangliósido GM1 e induce una invaginación de la membrana. El virus de inmunodeficiencia humana (VIH) también presenta unión con GM1 y con DiIC16 en los dominios de membrana. Lo anterior demuestra que los dominios de membrana son importantes para las infecciones ya que se pueden utilizar para nuevos tratamientos.